# I Popolari di Italia Domani
I Popolari di Italia Domani (PID) era un partito politico italiano d'ispirazione democristiana, nato da una scissione dell'Unione di Centro il 28 settembre 2010 e presentato ufficialmente il 7 ottobre successivo.
I suoi componenti abbandonano il ruolo di opposizione e si schierano a sostegno della maggioranza parlamentare di centro-destra di Silvio Berlusconi; come primo atto votano la fiducia al Governo Berlusconi IV.
I principali fondatori sono parlamentari campani e siciliani che fanno capo all'ex presidente della Regione Siciliana Totò Cuffaro, già vicesegretario nazionale dell'UDC.
Al PID aderiscono quattro deputati, Francesco Saverio Romano, Giuseppe Drago, Michele Pisacane, Giuseppe Ruvolo, una senatrice, Maria Pia Castiglione, un europarlamentare, Antonello Antinoro e quattro deputati regionali siciliani.
Coordinatore Nazionale è Saverio Romano, già segretario regionale dell'UDC siciliana. Presidente, fino al suo abbandono, è stato Calogero Mannino.
Nel 2012 il PID dà vita, insieme ad Azione Popolare di Silvano Moffa, al Movimento Cristiano Lavoratori di Carlo Costalli ed al Patto Cristiano Esteso di Massimo Ripepi, al Cantiere Popolare.

## Storia

### I primi malumori nell'UdC
Il dissenso dei futuri aderenti al PID esplode pubblicamente l'11 settembre 2010 con l'intervento di Saverio Romano al I «Laboratorio di idee» dell'UdC (Chianciano Terme, 10-12 settembre 2010). Emerge così il malumore che da tempo covavano alcuni esponenti dell'UDC, in particolare dei dirigenti siciliani dell'area cuffariana, per i quali la linea del partito si stava spostando pericolosamente a sinistra. Il dissenso abbraccia anche il progetto del Partito della Nazione e l'opposizione al governo Berlusconi IV.
Il leader UdC Casini il giorno dopo dallo stesso palco di Chianciano ribadisce la sua linea: «Lo zio Silvio si deve aiutare da solo, ci hanno offerto di tutto ma noi non siamo quelli per l'aggiungi un posto a tavola. (...) Rimaniamo con la barra al centro.
In quelle stesse ore, la spaccatura appare ancora più evidente in Sicilia dove l'UdC vicina a Casini, che contava quattro deputati regionali contro i sei del segretario regionale Romano, decide di sostenere il quarto governo Lombardo composto di soli tecnici ed appoggiato anche da MpA, ApI, FLI e PD. Questa operazione è vista da Romano come la prova dell'avvicinamento dell'UdC al PD che così si dimette da segretario regionale non escludendo, in vista del voto di fiducia di Berlusconi del 29 settembre, di creare una nuova formazione politica che riunisca i delusi del partito.
La linea di Romano in Sicilia di fatto è maggioritaria: per il segretario regionale simpatizzano nove deputati regionali, tre presidenti di provincia, 42 sindaci e oltre 500 tra assessori e consiglieri comunali sparsi nei 390 Comuni siciliani; mentre con Casini ci sono il senatore Gianpiero D'Alia, il deputato Giovanni Ardizzone, una quarantina di amministratori e cinque sindaci per lo più della provincia di Messina.
Il 15 settembre il deputato campano Michele Pisacane rilascia un'intervista a la Repubblica che gli costa l'espulsione dall'UDC.
Intanto fra Casini e Cuffaro la rottura è anche sul piano personale.
Il 25 settembre Casini e Buttiglione sono a Messina insieme a Giuseppe Naro e Giampiero D'Alia per intervenire al convegno UdC La responsabilità al Centro. Per il leader centrista il nuovo Partito della Nazione «non si allea con chi come Berlusconi ha fallito e nemmeno con il PD di Bersani che vuole fare un'alleanza con la sinistra estrema e l'IdV Di Pietro». Al contempo è cosciente che «nell'UdC ci sono dissensi con amici che hanno fatto cose importanti e che meritano il nostro rispetto, ma non possiamo cambiare strada e aggregarci con chi ha fallito». Mentre il presidente Buttiglione aggiunge: «Vogliamo un partito che dia un taglio a ogni possibile rapporto con aree equivoche della vita siciliana e con una certa politica clientelare. Mi dispiace che alcuni amici non condividano questo percorso, ma nessuno di loro potrà dire che va via perché vogliamo fare un governo con la sinistra. Se domani ci fossero le elezioni, noi andremmo da soli. Il governo regionale di Lombardo? Mi pare che si sia liberato dalla cappa del sistema dei partiti e che adesso possa cambiare passo».

### La scissione e l'entrata in maggioranza
Tre giorni dopo i dissidenti siciliani ufficializzano la scissione dall'UdC.
I parlamentari del nuovo PID si iscrivono subito al gruppo misto ed il giorno dopo esprimono la loro fiducia al Governo Berlusconi IV.
Il 7 ottobre viene presentato il nuovo simbolo e l'11 al Teatro Franco Zappalà di Palermo si tiene la prima assemblea programmatica.
Il 25 ottobre Casini ufficializza il nuovo gruppo dell'UdC all'ARS formato da cinque deputati regionali a lui fedeli e chiamato UDC verso il Partito della Nazione.
Il 20 ottobre le componenti parlamentari di PID e Noi Sud annunciano un patto federativo e la nascita di una componente unica del gruppo misto formata da undici deputati. Rappresentante della componente e vicepresidente del gruppo misto sarà Luciano Mario Sardelli, vice Giuseppe Ruvolo e tesoriere Michele Pisacane. Alla componente aderisce anche l'ex IdV Americo Porfidia. Il 9 dicembre 2010 la componente si allarga a dodici deputati con l'ingresso di Antonio Razzi, ex esponente dell'Idv.
Il 3 novembre viene arrestato Fausto Fagone, deputato all'ARS e già in giugno rinviato a giudizio per abuso di ufficio, truffa aggravata, falso materiale e ideologico, e frode in pubblica fornitura nel periodo in cui era sindaco di Palagonia. Stavolta l'accusa per Fagone è di aver «intrattenuto strettissimi rapporti con Rosario Di Dio scarcerato nel 2003 dopo una detenzione per mafia», tanto che il boss «ha curato la campagna elettorale di Fagone e si è attivamente adoperato nella individuazione delle più opportune alleanze, curando anche i rapporti tra il politico e gli imprenditori per consentirgli all'epoca della sua sindacatura di ottenere una rendita costante nel tempo». I PID ribadiscono subito la loro vicinanza a Fagone, ma questi come deputato viene sospeso e sostituito da Salvatore Giuffrida rimasto nell'UdC.
Il 14 dicembre 2010 il partito vota compatto la fiducia a Berlusconi.

### L'adesione ad Iniziativa Responsabile e Romano ministro
Il 21 gennaio 2011 gli esponenti del PID sono tra i promotori della costituzione del gruppo parlamentare, insieme a Noi Sud ed agli ex FLI di Silvano Moffa, Iniziativa Responsabile (poi detto Popolo e Territorio). Mannino però rifiuta di aderire, anche se continuerà a sostenere la maggioranza di governo, insieme ad Antonio Gaglione e Francesco Nucara, che pure non hanno aderito al gruppo, assicurando però l'appoggio al governo Berlusconi IV.
Il 22 gennaio 2011 il senatore Salvatore Cuffaro viene definitivamente condannato a sette anni di reclusione per favoreggiamento aggravato a Cosa nostra e rivelazione di segreto istruttorio. Nelle ultime ore di libertà Cuffaro ha avuto sempre vicino il leader PID Saverio Romano. Decaduto da senatore, a Cuffaro succederà Maria Pia Castiglione, la quale, insieme a Cuffaro, ha lasciato l'Unione di Centro aderendo al nuovo partito, permettendogli così di mantenere un seggio al Senato, insieme ai 5 della Camera dei Deputati.
Il 2 marzo 2011 il PID aderisce al gruppo parlamentare del Senato denominato Coesione Nazionale, nato a sostegno della maggioranza di governo di Silvio Berlusconi e simile per le caratteristiche a quello di Iniziativa Responsabile (poi detto Popolo e Territorio) presente alla Camera dei deputati.
Il 14 marzo il presidente del PID, Calogero Mannino, annuncia l'abbandono del partito per lavorare alla fondazione di Iniziativa Popolare. A detta di Mannino «il Pid non ha mai preso consistenza. È stato purtroppo attraversato dalla conclusione della dolorosa vicenda giudiziaria di Totò Cuffaro, ma più ancora è stato riassorbito dall'esigenza di Berlusconi di organizzare un gruppo parlamentare per fronteggiare l'emorragia dei finiani». Questi giudizi vengono accompagnati dall'esigenza di un riavvicinamento all'UdC e all'MpA.
Il 23 marzo 2011 il leader del PID Saverio Romano viene nominato Ministero delle politiche agricole alimentari e forestali del Governo Berlusconi IV. Il Presidente della repubblica Giorgio Napolitano ha espresso delle riserve sulla nomina, per via dei procedimenti giudiziari penali pendenti su Romano.
Il 26 ottobre 2011 il segretario regionale siciliano del partito e deputato all'ARS, Nino Dina, lascia il PID per tornare nell'Unione di Centro.

### L'adesione a Cantiere Popolare
Il 4 gennaio 2012 viene annunciata la nascita del "Cantiere Popolare", al quale aderiscono PID, Azione Popolare (AP), Movimento Cristiano Lavoratori (MCL) e Patto Cristiano Esteso (PACE). 
Il movimento parteciperà alle elezioni amministrative del 2012 in Sicilia del 6-7 maggio ed alle successive elezioni regionali in Sicilia del 28-29 ottobre a sostegno del candidato presidente del centrodestra Nello Musumeci, raccogliendo il 5,85% dei voti e riuscendo ad eleggere 5 deputati nell'Assemblea Regionale Siciliana.

## Nelle istituzioni

### Parlamento europeo
Gruppo del Partito Popolare Europeo
| VII legislatura    |
| ------------------ |
| 1 europarlamentare |

- Antonello Antinoro.